# Archidendron pauciflorum
Archidendron pauciflorum (лат.) — вид деревьев из рода Archidendron семейства Бобовые (Fabaceae). Произрастает в странах Юго-Восточной Азии, где его плоды употребляются в пищу. В Индонезии и Малайзии называется дженко́л (индон. и малайск. jengkol), под этим же названием нередко фигурирует в англоязычных источниках.

## Описание
Archidendron pauciflorum — бобовое дерево высотой 18—25 м, с раскидистой кроной и перистыми листьями (длина до 25 см). Кора ствола гладкая и сероватого цвета. Молодые листья красного цвета и съедобны. Период цветения — с сентября по январь. Плоды дерева — бобы округлой формы — содержатся в древесных стручках тёмно-фиолетового цвета. Каждый стручок содержит от трёх до девяти плодов. Оболочка молодых семян имеет жёлто-зелёный цвет, а при созревании становится тёмно-коричневой.

## Распространение
Archidendron pauciflorum произрастает в девственных и вторичных лесах на высоте от уровня моря до 1600 метров (по другим данным до высоты 1200 метров). Встречается в таких странах как Бангладеш, Индонезия (острова Суматра, Сулавеси и Калимантан), Малайзия, Мьянма и Южный Таиланд. Лучше всего эти деревья растут на песчаных или латеритных почвах в местностях с большим количеством осадков.

## Применение

### В пище
Бобы Archidendron pauciflorum используются местными жителями в пищу в Таиланде, Малайзии, Мьянме и Индонезии. Они готовятся путём варки, жарки или запекания, а также их едят в сыром виде. В сыром виде употребляют в основном молодые семена. Зрелые плоды содержат токсичную дженколевую кислоту (C7H14N2O4S2) и неприятный запах, поэтому их готовят несколькими способами:
- Кипятят для устранения запаха, потом употребляют с солью и тёртым кокосом.
- Замачивают в подсоленной воде на несколько часов, затем обжаривают в масле.
- Семена закапывают на 14 дней, затем выкапывают и съедают после удаления ростков. Считается, что такой способ приготовления сводит опасность отравления к минимуму[7].
- Плоды перерабатывают в так называемые «чипсы». Их измельчают, а затем высушивают.

### В народной медицине
Различные части этого дерева применяются в традиционной медицине стран Юго-Восточной Азии. Считается, что сырые семена очищают кровь или излечивают дизентерию. Компрессы из молодых листьев используются при проблемах с кожей, а обгорелые старые листья, как полагают местные жители, снимают зуд. Порошок из сгоревших молодых листьев наносят на порезы и раны.

### Другое
Archidendron pauciflorum также можно использовать для окрашивания. Стручки растения окрашивают шелк в фиолетовый цвет, а кора дерева — в чёрный. Древесина дерева используется в качестве дров и для строительства. Из-за содержания  в семенах дженколевой кислоты они применяются для производства органических пестицидов. 